# Critica Sociale
Critica Sociale è un periodico politico italiano di ispirazione socialista.

## Storia

### "Cuore e critica"
Dall'ottobre 1888 Filippo Turati fu redattore della rivista mensile Cuore e critica, fondata nel 1887 dal repubblicano Arcangelo Ghisleri, rivolta all'educazione civile e agli studi sociali ed espressione di un'avanguardia intellettuale impegnata nella costruzione di una coscienza repubblicana e progressista.
Della rivista erano collaboratori, tra gli altri, Giovanni Bovio, Leonida Bissolati, Andrea Costa, Napoleone Colajanni, Mario Rapisardi, Gabriele Rosa, E. Praga, Camillo Prampolini e T. Galimberti. Sorta a Savona, nel 1888 la redazione della rivista si trasferì a Bergamo, in coincidenza con il trasferimento del Ghisleri al liceo Sarpi di quella città. Nel 1890 Ghisleri lasciò prima la redazione e poi la direzione a Turati, che cambiò il nome della testata in Critica sociale, trasformandola in una rivista di chiara ispirazione socialista.

### Dalla fondazione ai Moti di Milano
"Critica Sociale" venne ufficialmente fondata a Milano il 15 gennaio 1891 da Filippo Turati. Tra il 1891 ed il 1898, la rivista fu testimone della presenza politica e dell'autonomia del socialismo italiano e nelle sue pagine diventò l'interprete del periodo dell'intransigenza del partito che si stava fondando.
Nacque in questo periodo la polemica contro gli anarchici e gli operaisti e nello stesso tempo iniziò l'opera di promozione dell'autonomia nei confronti della Sinistra borghese, repubblicana e radicale.
Il 1º gennaio 1893 "Critica Sociale", che aveva pienamente accettato il programma del Partito dei Lavoratori Italiani approvato nell'agosto del 1892 al Congresso di Genova, cambiò il sottotitolo della testata Rivista di studi sociali, politici e letterari in Rivista quindicinale del socialismo scientifico ed iniziò ad affrontare tutti i gravi problemi pubblici degli anni Novanta (scandali bancari, repressione dei fasci siciliani, guerra di Abissinia, moti popolari per il pane) con articoli di forte denuncia. In questo periodo rientra un intervento dello stesso Friedrich Engels dal titolo La futura rivoluzione italiana e il partito socialista, pubblicato su "Critica sociale" nº III in data 1º febbraio 1894.
In occasione dei Moti di Milano, il 1º maggio 1898 la rivista venne sequestrata e quindi interrotta a causa della condanna del suo direttore. Terminò così la prima fase della rivista, quella senza dubbio più animata e ricca di prospettive. Le uscite ripresero dopo più di un anno, il 1º luglio 1899.

### Dal 1901 al 1921

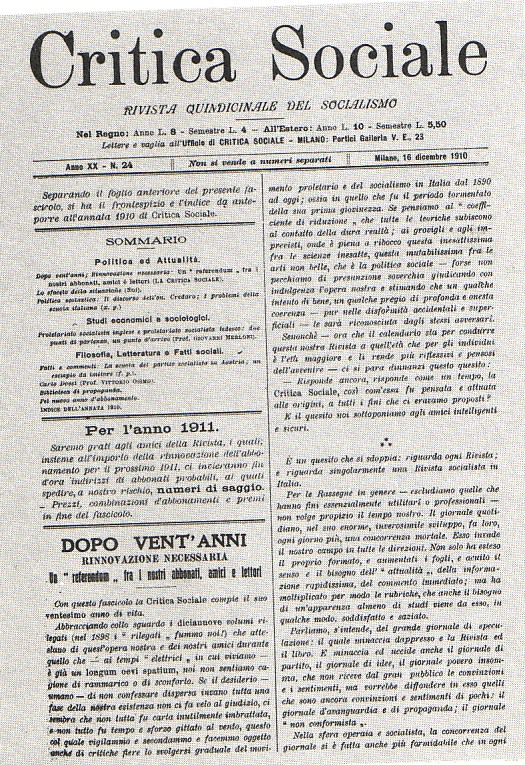
La rivista Critica Sociale del 16 dicembre 1910

La nuova fase per la "Critica sociale" si aprì nel 1901, in corrispondenza del periodo giolittiano. In questa fase la rivista diventò l'espressione della tendenza riformista all'interno del partito socialista.
Vi trovarono ospitalità autori come Luigi Einaudi, Gabriele Rosa, Corso Bovio, Giovanni Merloni, Giovanni Montemartini, Claudio Treves, Leonida Bissolati, Carlo Rosselli, Alessandro Levi, Giacomo Matteotti e molti altri artefici del pensiero socialista e dell'azione riformista che diede unità sociale alla nuova unità politica della giovane nazione italiana.
Tra il 1902 ed il 1913 la rivista affrontò i problemi della scuola, discutendo il ruolo degli insegnanti, la loro organizzazione, l'edilizia scolastica, l'igiene e la refezione scolastica e non mancò di contestare il bilancio del ministero della guerra che - sottolineò - doveva essere ridotto a vantaggio dei bisogni della scuola.
Critica Sociale adottò, nel discutere di letteratura, una metodologia critica positivista e marxista e, convinta dell'efficacia del libro, dell'istruzione e delle biblioteche, offrì ai lettori, indifferentemente, i versi sociologici di Pietro Gori accanto alle poesie di Ada Negri e alle pagine di narrativa di Italo Svevo.
Anche se non sempre attenta a cogliere i fenomeni ideologici-letterari dell'epoca, "Critica Sociale" cercò di informare i suoi lettori sulle nuove tendenze, dando giudizi e valutazioni filtrate attraverso la mentalità socialista.
Le tendenze superomistiche nietzschiane e dannunziane vennero poco o nulla accettate da "Critica Sociale", convinta che gli intellettuali dovessero aprirsi e promuovere nuove forme di cultura moderna, ma intonate alla realtà e alle esigenze della vita sociale.
Quando l'intervento dell'Italia nella prima guerra mondiale venne deciso nel maggio 1915 "Critica sociale" non smise il suo neutralismo né le proprie ragioni riformiste e allo scoppio della rivoluzione bolscevica nell'ottobre del 1917, pur non negando la legittimità del metodo rivoluzionario dei bolscevichi, contestò la possibilità della sua applicazione in Italia.
Il conflitto tra le due principali tendenze socialiste si accentuò e diventò insanabile. Al Congresso di Livorno nel gennaio del 1921, la corrente maggiormente filo-rivoluzionaria, di cui Amadeo Bordiga era il rappresentante più autorevole, uscì dal partito e fondò il Partito Comunista d'Italia del quale egli diventò il primo segretario.

### Dal 1922 alla soppressione
Dopo la marcia su Roma (28 ottobre 1922) e la presa del potere dei fascisti, "Critica Sociale" venne sottoposta a censure e sequestri e con lealtà, ma priva di strategie, difese con coraggio l'ordine democratico travolto dal regime.
Gli ultimi articoli militanti uscirono all'indomani dell'assassinio di Giacomo Matteotti (10 giugno 1924).
Al termine dell'anno 1925 "Critica Sociale" si rifugiò sul terreno culturale-ideologico ma viene comunque soppressa con la legge fascista che vietava la stampa d'opposizione.
L'ultimo fascicolo, il n. 18-19, riporta la data 16 settembre - 15 ottobre 1926.
Un mese dopo i partiti d'opposizione furono sciolti.

### Il secondo dopoguerra

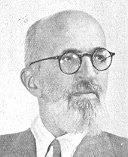
Ugo Guido Mondolfo

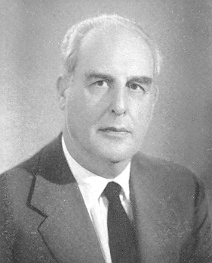
Antonio Greppi

"Critica Sociale" riprese le pubblicazioni nel 1945 con l'autorizzazione del comando alleato in Italia firmato l'11 agosto. La dirigevano Antonio Greppi, il futuro primo sindaco di Milano dopo la Liberazione, e Ugo Guido Mondolfo, che la "ereditò" direttamente da Filippo Turati a Parigi (dove uscì un unico numero per impedire che alcuni esponenti vicini al PCI si impossessassero della testata). In questo periodo vi collaborava Giuseppe Pera, dietro lo pseudonimo di Arturo Andrei.
Non era una rivista di partito, anche se al primo congresso del PSI dopo la Liberazione (aprile del 1946 a Firenze) "Critica Sociale" presentò una mozione contro la fusione tra comunisti e socialisti. Appoggiando Giuseppe Saragat con un apporto del 14 per cento circa di voti congressuali, diede un contributo che permise a Saragat di vincere il congresso e di proporre un più blando "patto di unità d'azione" tra PSI e PCI. Il patto durerà solo un anno: nel 1947 a Palazzo Barberini, Saragat romperà contestando il Fronte popolare che si stava organizzando per le elezioni politiche del 1948.
Da allora la rivista fece sempre riferimento a Giuseppe Faravelli e, poi, a Beonio Brocchieri della sinistra del PSDI di Saragat, scontando un certo isolamento politico che porterà alla crisi della casa editrice durante gli anni '70.
Fu Bettino Craxi, appena eletto segretario del PSI nel 1976, a voler raccogliere le azioni della casa editrice di "Critica Sociale" per impedirne la scomparsa. Da allora la rivista sostenne sempre la linea cosiddetta "autonomista" del nuovo leader socialista, impegnandosi in modo particolare sul terreno della solidarietà ai gruppi del dissenso anti-sovietico nei paesi dell'Est europeo, pubblicando in cirillico e in inglese il periodico LISZY di Jiří Pelikán, attivo organizzatore di collegamenti tra dissidenti dopo la Primavera di Praga, periodico redatto e stampato a Milano presso la "Critica Sociale" negli anni '70.
La direzione di Ugoberto Alfassio Grimaldi (1974-81) dette alla rivista un notevole rilancio, caratterizzandola anche con una maggiore apertura verso argomenti culturali. Una nuova interruzione delle pubblicazioni si registrò nel biennio 1992-'94, in seguito allo scioglimento del PSI.

### Dopo lo scioglimento del PSI
"Critica Sociale" riprese le pubblicazioni in modo difficoltoso dopo due anni di interruzione nel 1994, unica testata giornalistica impegnata a contestare apertamente il clima creatosi attorno all'inchiesta nota come "Mani Pulite", esponendosi attraverso la collana " I quaderni di Critica Sociale" nel pubblicare opuscoli di controinformazione sulle inchieste della Procura di Milano nella maggior parte scritti da Bettino Craxi dall esilio tunisino. Denuncio' la limitazione della rappresentanza politica attraverso l'introduzione del maggioritario sostenendo la superiorità del sistema proporzionale da sempre sostenuto fin dagli albori della rivista.
Dal 2000 le pubblicazioni tornarono ad essere regolarmente mensili e dal 2005 la rivista ha adottato come nuovo sottotitolo quello di "Colloqui italo-britannici" per sottolineare il sostegno all'esperienza del New Labour di Tony Blair e le antiche e comuni radici nel socialismo fabiano di fine Ottocento, un socialismo non marxista di stampo liberal-democratico.
Nel 2011, in occasione dell'anniversario dei 120 anni dalla sua fondazione (15 gennaio 1891 - 15 gennaio 2011), "Critica Sociale" ottenne il riconoscimento dell'Alto Patronato della Presidenza della Repubblica da parte di Giorgio Napolitano. L'anniversario fu celebrato nel segno della comune radice con il 150º anniversario dell'Unità d'Italia. Sotto questo aspetto, "Critica Sociale" è stata riconosciuta come una preziosa fonte di documentazione del processo di costruzione della nuova società nazionale post-unitaria. In particolare la rivista, con la sua attenzione al movimento socialista e al PSI, ha patrocinato l'ingresso del movimento dei lavoratori nel nuovo Stato unitario.

### La nuova serie (2023)

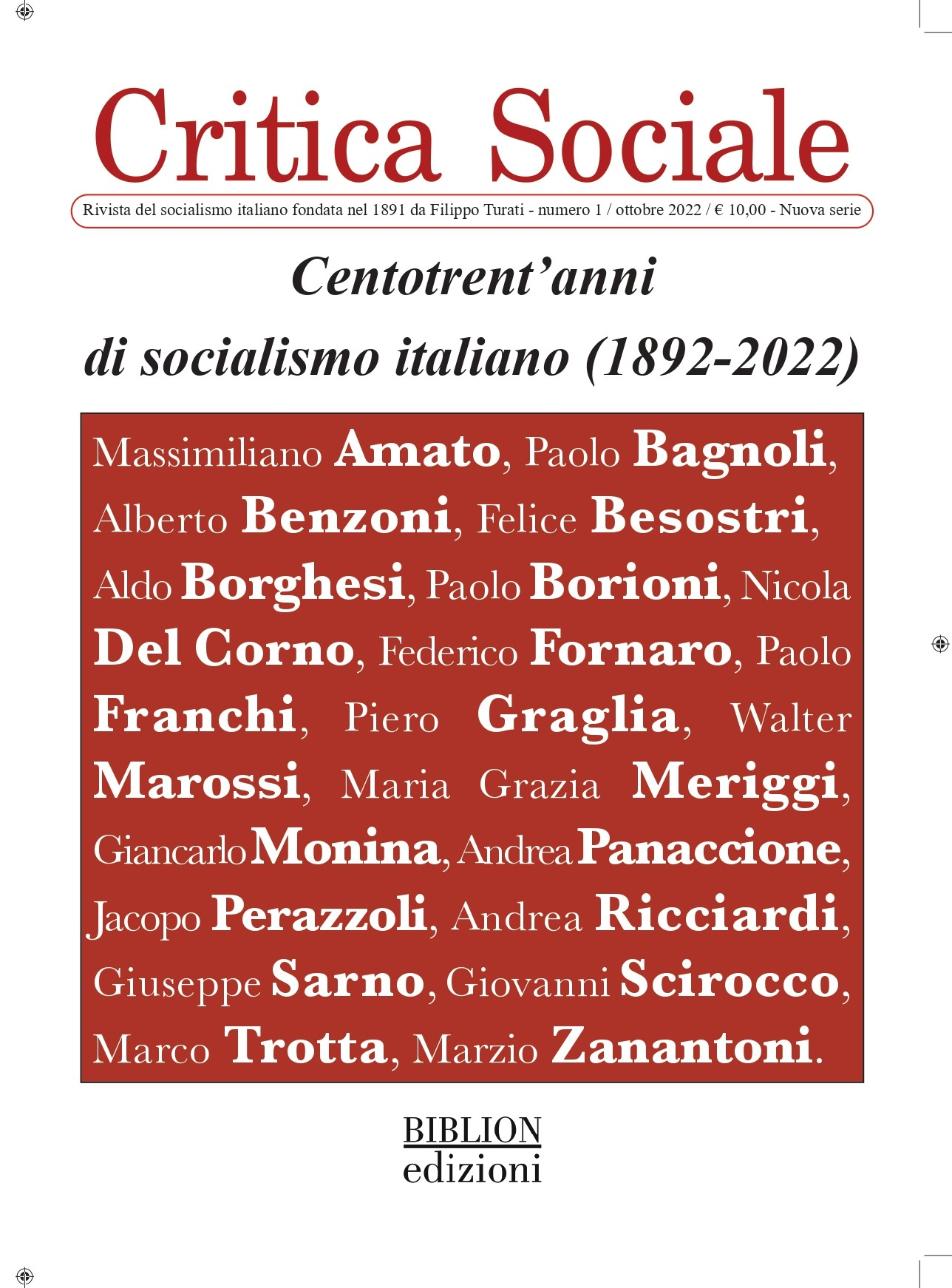
La cover del numero speciale di Critica Sociale dedicato ai 130 anni di Socialismo in Italia

Nel mese di settembre del 2022 ha ripreso le pubblicazioni dopo una lunga sosta, con un numero speciale dedicato ai 130 anni di Socialismo in Italia. Da gennaio 2023 è partita la pubblicazione di una nuova serie della rivista, con la condirezione del giornalista Massimiliano Amato e il coordinamento scientifico del professor Giovanni Scirocco, docente ordinario di Storia dell'Età contemporanea presso l'Università degli Studi di Bergamo, mentre responsabile della testata è il giornalista Stefano Carluccio e editore l'avvocato Giuseppe Sarno. 
“Una rivista teorica (e la “Critica” s’iscrive in questo filone) non è, di per sé, uno strumento della politica tout court; può puntellare orizzonti di senso vacillanti, o sforzarsi di crearne di nuovi laddove manchino. Su di essi, poi, si può costruire un’iniziativa politica - si legge nell'editoriale di presentazione della nuova serie, firmato da Amato. - Abbiamo aperto un cantiere, uno spazio pubblico di discussione e confronto, sul rinnovato sito web della rivista (https://www.criticasociale.net), nel quale abbiamo pubblicato tre documenti di analisi e proposta politica che si muovono nella prospettiva della ricomposizione di un campo “per” il socialismo. Dove la preposizione “per” – alla quale teniamo particolarmente (…)– illustra la natura processuale dell’impegno che intendiamo porre in essere.  Da uomini e donne del loro tempo, i protagonisti di questo sforzo intellettuale non si azzardano a montare paragoni. Possono, però, adoperarsi per recuperare, in tutti i sensi, lo spirito che animò Filippo Turati e il gruppo dei fondatori in un tornante fondamentale della storia nazionale, molto simile a quello che abbiamo di fronte oggi. Il perimetro dentro il quale si muoveranno sarà quello della battaglia delle idee. È l’unico versante dal quale si può cominciare a costruire una trama culturale e civile capace di legare le ragioni delle antiche lotte all’indispensabilità di quelle nuove”. Il nuovo comitato editoriale della "Critica Sociale" è composto, oltre che dal condirettore, dal direttore responsabile e dal coordinatore scientifico, da Alberto Benzoni, Felice Besostri, Silvia Bianciardi, Roberto Biscardini, Aldo Borghesi, Paolo Borioni, Giampiero Buonomo, Marina Cattaneo, Aulo Chiesa, Nicola Del Corno, Federico Fornaro, Paolo Franchi, Sara Gentile, Walter Marossi, Mario Mazzoleni, Maria Grazia Meriggi, Andrea Panaccione, Ferdinando Pastore, Jacopo Perazzoli, Davide Pozzi, Salvatore Prisco, Ciro Raia, Andrea Ricciardi, Ingrid Salvatore, Giuseppe Sarno, Mariamargherita Scotti, Antonio Tedesco, Ermanno Tritto, Marco Trotta, Marzio Zanantoni.